# Entropij
Entropij je poremećaj položaja kapka gdje je rub kapka uvrnut prema očnoj jabučici, zbog čega trepavice stalno stružu po rožnici i spojnici. Najčešće se javlja kod starijih ljudi, kao posljedica staračkih degenerativnih promjena u vezivnoj strukturi kapka. Također može biti uzrokovan ožiljkom nakon ozljede kapka, a iznimno zbog oštećenja oživčenja kapka (spastički entropij). Kod djece je veoma rijedak (kongenitalni entropij), i obično povezan s drugim malformacijama. 
Neliječeni jaki entropij može uzrokovati trajno oštećenje rožnice i gubitak vida.

## Liječenje
Entropij se liječi kirurški: izreće se ovalni komadić kože duž ruba kapka, a rubovi rane zašiju, čime se kapak malo skrati, a njegov rub izvrne u normalan položaj. U težim slučajevima se osim kože izreže i komadić mišića (musculus orbicularis oculi).

## Druge vrste

### Psi
Entropij se javlja kod većine pasmina, iako su neke pogođene češće od drugih, primjerice: akita, mops, čau čau, šar pej, bernardinac, koker španijel, špringer španijel, labrador retriver, kavalir king Charles španijel, napuljski mastif, bul mastif, njemačka doga, irski seter, rotvajler, pudl, a pogotovo krvosljednik. Ovo stanje se uočava najčešće kad pas ima oko 6 mjeseci. 
Entropij se može javiti i na donjem i na gornjem kapku, te na jednom ili oba oka. Kod entropija gornjeg kapka po oku grebu trepavice, a kod entropija donjeg kapka pak dlake, jer psi na donjem kapku nemaju trepavice. Kirurška terapija se koristi u težim slučajevima. Dio kože i mišića orbicularisa oculi se odstranjuje s obzirom na zahvaćenost kapka i onda se koža sašije. Pasmina šar pej koja je često pogođena entropijom još u štenačkoj dobi od 2-3 tjedna dobro reagira na terapiju. 
|  | Molimo pročitajte upozorenje o korištenju medicinskih informacija. Ne provodite liječenje bez savjetovanja s liječnikom! |